# Архимандрит Андреј (Пандуровић)
Андреј (световно Иван Пандуровић; Нови Сад, 11. март 1939 — Нови Сад, 19. септембар 2023) био је архимандрит Српске православне цркве и игуман Манастира Српски Ковин.

## Биографија
Архимандрит Андреј (Пандуровић), је рођен 11. марта 1939. године у Новом Саду. Завршио је основну школу и гимназију у родном месту а затим је дипломирао Енглески језик и књижевност.
Радио је као професор на Педагошкој академији у Никшићу и држао додатне часове у монашкој школи која је тада деловала у Манастиру Острогу код Даниловграда. Радио је као професор енглеског језика још и у Старој Пазови а од 20. марта 1975. године у гимназији у Сремским Карловцима. Приликом крштења је добио име Иван.
Замонашен је 4. марта 2000. године у Манастиру Хиландар на Светој Гори, добивши монашко име Андреј. У свезу клира Епархије будимске прешао је 2003. године на позив епископа будимског господина Лукијана Пантелића, који га је 19. августа 2003. године у Саборној црква у Сентандреји рукоположио за јерођакона а за јеромонаха на Велику Госпојину у Манастиру Бездин у Епархији темишварској.
Од 26. септембра 2003. године постаје старешина Манастира Српски Ковин чиме је практично обновљен преосвећени Владика Лукијан одликовао га је чином игумана 2008. године, а на Велику Госпојину 2019. године и чином архимандрита.
Упокојио се у Господу 19. септембра 2023. године у Новом Саду.